# Línia evolutiva de Drifloon
Aquesta línia evolutiva de Pokémon inclou Drifloon i Drifblim.

## Drifloon
Drifloon és un personatge fictici de la franquícia de videojocs de Pokémon, així com d'altres jocs i productes derivats. És de tipus fantasma i volador. Evoluciona en Drifblim. El nom de Drifloon prové de drift (deriva en anglès) i ballon (globus en anglès).
Aquest Pokémon fa desaparèixer als xiquets. Quan algun xiquet sosté aquest Pokémon en forma de globus pot desaparèixer.

### En els videojocs
Aquest Pokémon només varia en la seua forma variocolor. És a dir, no té diferents versions d'ell mateix més que la diferència de color del Drifloon variocolor. En aquesta versió el globus passa de color morat a color groc,i la creu passa de groc a blau clar.
En Pokémon Go es va incloure el día de Halloween de 2018, evoluciona a Drifblim per 50 caramels.

## Drifblim
Drifblim és un personatge fictici de la franquícia de videojocs de Pokémon, així com d'altres jocs i productes derivats. És de tipus fantasma i volador. Evoluciona de Drifloon. El nom de Drifblim prové de drift (deriva en anglès) i blimp (dirigible en anglès).

### En els videojocs
Aquest Pokémon només varia en la seua forma variocolor. És a dir, no té diferents versions d'ell mateix més que la diferència de color del Drifblim variocolor. En aquesta versió el dirigible passa de color morat a color groc,i la creu passa de groc a blau clar.
En Pokémon Go es va incloure el dia de Halloween de 2018, evoluciona de Drifloon per 50 caramels.